# إيملي بيريز
إيملي بيريز (بالإنجليزية: Emily Perez)‏ هي ضابطة أمريكية، ولدت في 19 فبراير 1983 في هايدلبرغ في ألمانيا، وتوفيت في 12 سبتمبر 2006 في الكفل في العراق.